# Brücker Mühle

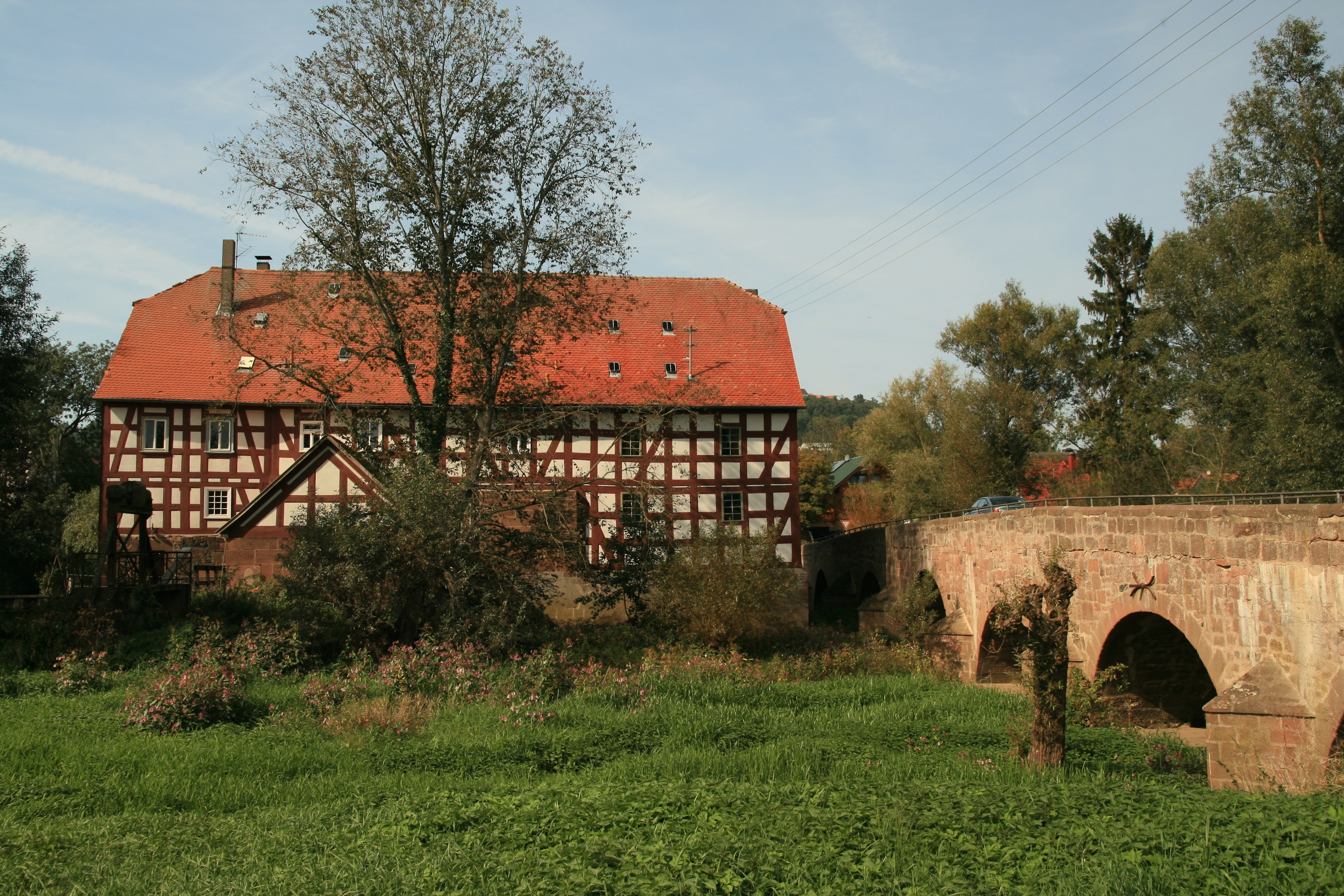
Die Brücker Mühle von Osten, im Vordergrund der rechte Ohmarm (Brücker Mühlbach) und die alte Steinbrücke

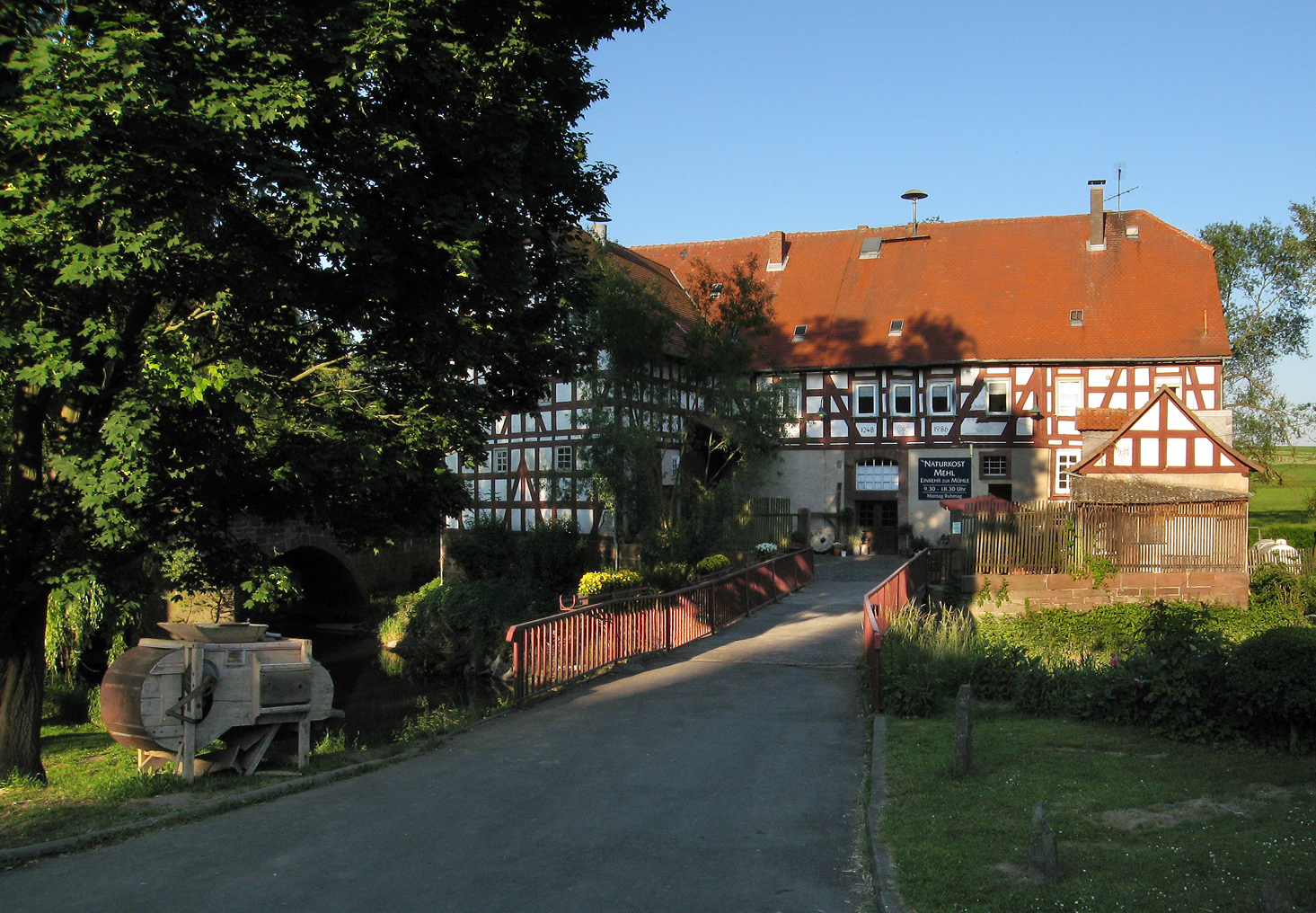
Ansicht von Westen; Zufahrtsbrücke über die Alte Ohm

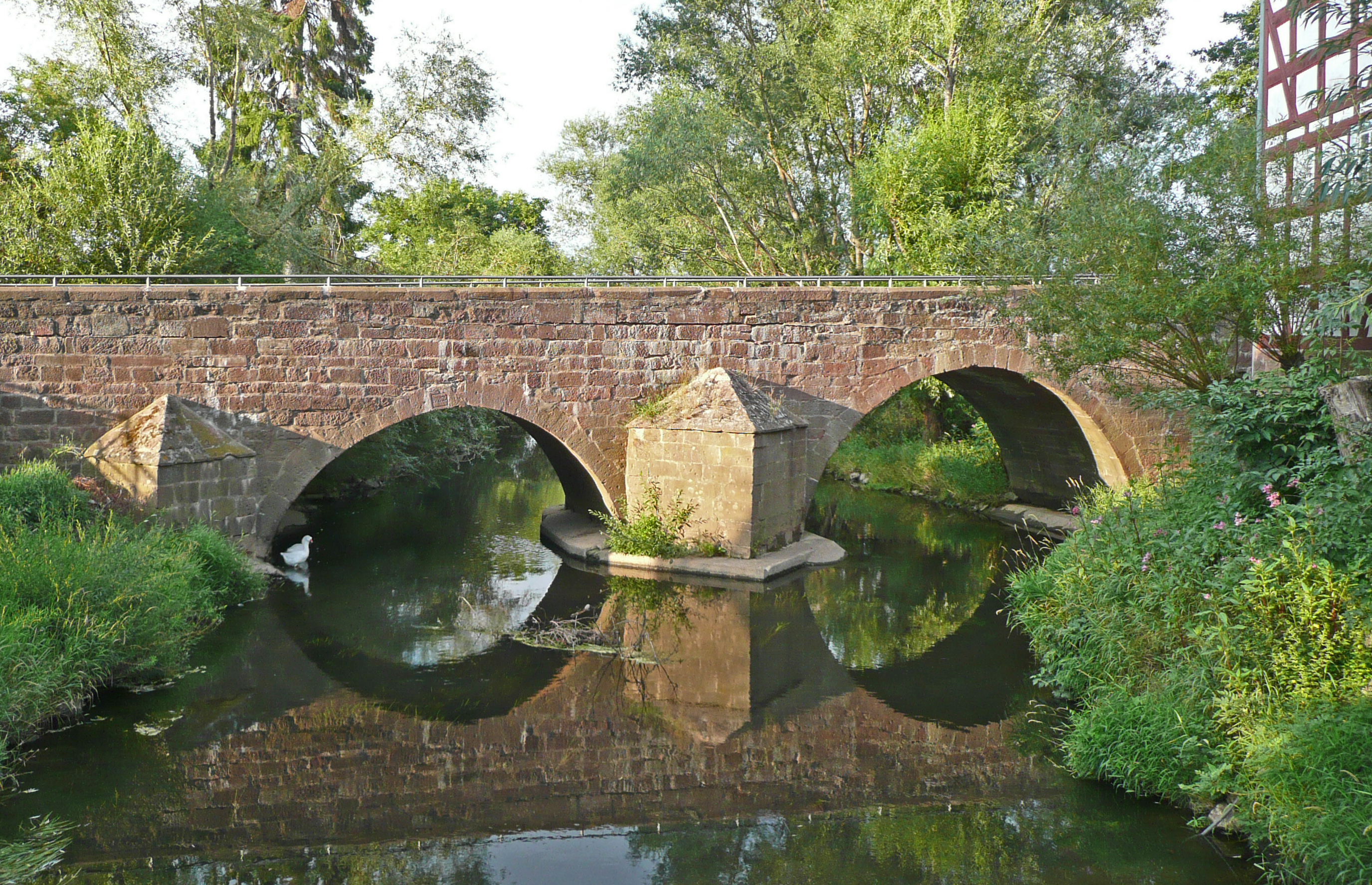
Westteil der historischen Ohmbrücke an der Mühle

Die Brücker Mühle ist eine historische Mühlenanlage an der Ohm, am südöstlichen Fuß des Amöneburger Felsens in Mittelhessen. Sie befindet sich 201 m ü. NN unmittelbar vor dem Zusammenfluss der Ohm mit ihrem 3,6 km langen linken Altarm Alte Ohm, der bei Schweinsberg von ihr abgezweigt war. Der orografisch rechte, heutige Hauptarm wird auch als Brücker Mühlbach bezeichnet.

## Geschichte
Der Name der Mühle, die im Jahre 1248 als molendinum in Brucke erstmals urkundlich erwähnt wird, bezieht sich auf die ehemalige Siedlung Brück, die sich am Osthang des Amöneburger Felsens in der Nähe der spätestens im 13. Jahrhundert gebauten steinernen Brücke über die Ohm befand. Noch heute erinnern die Straßennamen „Im Brück“ und „Brücker Kirchweg“ an die einstige Siedlung, ebenso der „Brückerwald“ weiter östlich. Die Brücke war ein wichtiger Knotenpunkt der mittelalterlichen Straßenführungen durch die „langen Hessen“, der Handelsstraße Köln–Leipzig und der Handelsstraße Frankfurt–Hannover.
Die Mühle gehörte zu Amöneburg und somit zum Erzbistum Mainz. Noch bis ins 19. Jahrhundert wurde die Mühlenpacht mit einer Vieh- und Getreideabgabe verrechnet. Lange Zeit besaß der Müller das Recht, an Durchreisende (Amöneburger) Bier auszuschenken, dessen Malz in der Mühle gemahlen wurde.
Während der bewaffneten mainzisch-hessischen Auseinandersetzungen im ersten Quartal des 15. Jahrhunderts und erneut im Dreißigjährigen Krieg wurde die Mühle mehrmals zerstört. 1648 wurde zusätzlich zur Getreidemühle eine Schlagmühle eingebaut. Wohl um erneute Zerstörung zu erschweren, war die Mühle nach dem Dreißigjährigen Krieg architektonisch erheblich verstärkt worden: auf einem Stich von Matthäus Merian dem Jüngeren von 1663 erscheint sie als festungsartige Steinburg mit zwei hohen Türmen auf der Südseite und drei Mühlrädern an der Ostseite. Noch heute sind im Eingangsbereich zwei Meter dicke Steinmauern vorhanden.
Während des Siebenjährigen Kriegs fand an der Brücker Mühle am 21. September 1762 eine der Entscheidungsschlachten zwischen Franzosen einerseits und mit Preußen verbündeten Hessen, Hannoveranern und Engländern andererseits statt, als das französische Heer vergeblich den Ohmübergang zu erzwingen versuchte. Die Schlacht an der Brücker Mühle endete nach 14-stündigem Verlauf ohne klaren Sieger. Sie war die blutigste des ganzen Krieges in Oberhessen und forderte insgesamt 527 Tote und 1363 Verwundete. Am 15. November 1762 schlossen Herzog Ferdinand von Braunschweig-Wolfenbüttel und die beiden französischen Marschälle Le Tellier und Soubise in der Brücker Mühle einen Waffenstillstand, an den noch heute im Hof des an die Mühle grenzenden und 1752 erbauten „Brücker Wirtshauses“ ein damals gesetzter barocker Obelisk, der „Friedenstein“, erinnert.
Die Mühle wurde bei diesem Kampf durch Artilleriebeschuss schwer in Mitleidenschaft gezogen, aber wieder hergerichtet. Ihr heutiges Aussehen stammt weitgehend aus dem Jahre 1765 nach der Beendigung des Siebenjährigen Kriegs.
Als Folge des Reichsdeputationshauptschlusses von 1803 wurde Amöneburg der Landgrafschaft Hessen-Kassel einverleibt, und die Brücker Mühle ging in landgräflichen Besitz über. 1827 besaß sie vier unterschlächtige Wasserräder und dazugehörige Mahlgänge sowie einen Schlaggang.
1859 kaufte die mit 365 m über NHN knapp 165 m höher gelegene Stadt Amöneburg die Mühle und nutzte sie als Pumpstation zur Wasserversorgung. Noch bis in die 1950er Jahre pumpte die Mühle das Wasser der Ohm und später Brunnenwasser in die städtischen Hochbehälter und Zisternen; die große gusseiserne Pumpe aus dieser Zeit befindet sich heute im Gastraum. Ab 1917 erzeugte ein Generator in der Mühle Strom, der bis in die Mitte der 1930er Jahre die Stadt Amöneburg versorgte. Eine Ölmühle wurde gegen 1930 eingebaut. Nach einem Großbrand im Jahre 1956, der den Mühlentrakt weitgehend zerstörte, wurde dieser unwesentlich verändert wieder aufgebaut. Die Mahlgänge wurden durch zwei Doppelwalzenstühle ersetzt, um den Anforderungen moderner Getreidemüllerei zu genügen. Angetrieben wird die Mühle noch immer durch zwei im Jahre 1903 eingebaute Turbinen, die bei optimalen Bedingungen 20 Kilowatt Leistung erzeugen können. Bis 1986 wurde die Mühle direkt durch diese Turbinen angetrieben, dann jedoch wurde zur besseren Ausnutzung der erzeugten Energie ein Generator eingebaut, der die Mühle mit Strom versorgt und überschüssige Energie in das Stromnetz einspeist. Die Wassermühle selbst wird heute zur Stromgewinnung und wenig zum Mahlen genutzt.

## Heutiger Zustand und Nutzung
Das Mühlengebäude mit seinem L-förmigen Grundriss besteht aus einem nahezu in Nord-Süd-Richtung, parallel zum östlich vorbeifließenden Brücker Mühlbach, ausgerichteten Haupttrakt von etwa 30 × 14 m Grundfläche, von dem am nördlichen Ende ein Seitenflügel mit etwa 10 × 8 m Grundfläche nach Westen abgeht. Auf dem massiven Fundament des gesamten Komplexes besteht der Haupttrakt aus einem ebenfalls massiven, steinernen Untergeschoss und einem Fachwerkobergeschoss unter einem Schopfwalmdach. Beim Seitenflügel sind beide Geschosse in Fachwerkbauweise ausgeführt, und der First des Satteldachs erreicht nicht ganz die Firsthöhe des Haupttrakts. Am südlichen Ende des Haupttrakts ist ein kleiner, eingeschossiger Nebenflügel in Fachwerkbauweise rechtwinklig nach Westen angebaut, sodass der Grundriss der Gesamtanlage nahezu die Form eines abgeschnittenen U besitzt. Von Westen, aus Richtung der Kernstadt Amöneburg, führt eine Zufahrtsbrücke über die Alte Ohm auf den Mühlenhof.
Bis 2006 war die Mühle Besitz der Stadt und an eine Müllerfamilie verpachtet, dann ging sie durch Kauf in den Privatbesitz des letzten Pächters über. Sie kann während der Geschäftszeiten besichtigt werden.
Die Gebäude der „Brücker Mühle“ und des „Brücker Wirtshauses“ beherbergen heute einen Bioladen und ein Biorestaurant.
Die alte Steinbrücke über Ohm und Alte Ohm ist dem öffentlichen Kraftverkehr zugänglich, kann ihrer geringen Breite wegen indes nur je in einer Richtung zur Zeit befahren werden.